# Delphyre rubrocincta
Delphyre rubrocincta är en fjärilsart som beskrevs av Rothschild 1912. Delphyre rubrocincta ingår i släktet Delphyre och familjen björnspinnare. Inga underarter finns listade i Catalogue of Life.